# Burgstall Ipsheim
Der Burgstall Ipsheim ist eine abgegangene mittelalterliche Wasserburg vom Typus einer Turmhügelburg (Motte) nahe der Aisch am westlichen Ortsrand von Ipsheim (Schulstraße) im Landkreis Neustadt an der Aisch-Bad Windsheim in Bayern.
Von der ehemaligen quadratischen Mottenanlage mit Wassergraben und terrassiertem Turmhügel, als deren Besitzer die Herren von Seckendorff genannt werden, ist noch der 1733 mit einem Weiherhäuschen, ein quadratischer Pavillon aus verputztem Bruchsteinmauerwerk, Ecklisenen mit profilierten Gesimsen, bebaute Turmhügel erhalten. 